# Щедрин, Аполлон Федосеевич
Аполло́н Федосе́евич (Феодо́сиевич) Щедри́н (1 [12] ноября 1796, Санкт-Петербург — 19 [31] декабря 1847, там же) — русский архитектор, мастер петербургского позднего классицизма николаевской эпохи, теоретик; младший сын скульптора Феодосия Щедрина, брат и постоянный корреспондент живописца Сильвестра Щедрина. Автор проекта перестройки Здания Двенадцати коллегий, один из пионеров парового отопления в Российской империи. Профессор (с 1833) и академик (с 1837; ассоциированный член — «назначенный» с 1822) Императорской Академии художеств, коллежский советник (1841).

## Биография

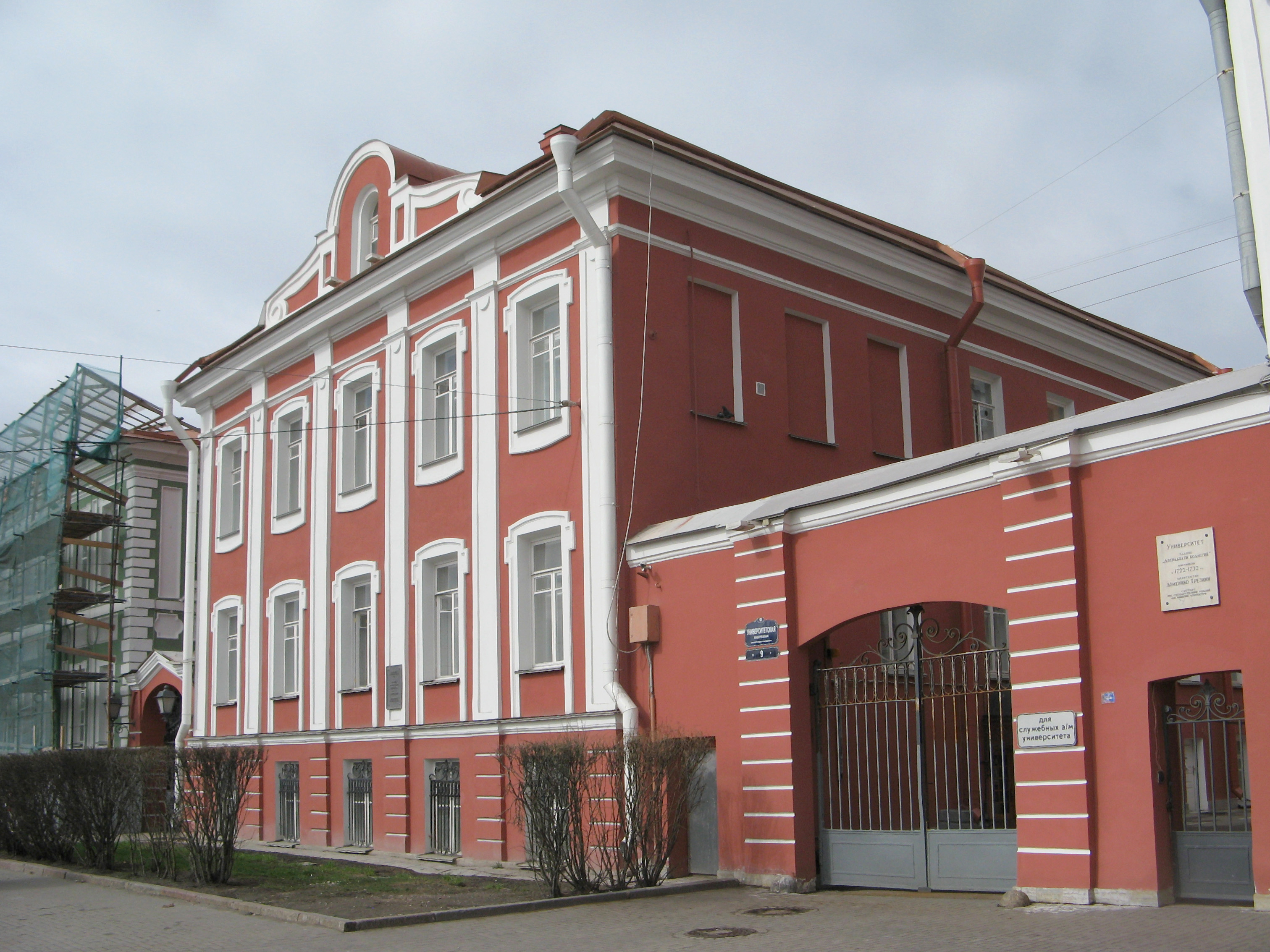
Ректорский флигель, одна из работ Щедрина

Родился в Санкт-Петербурге; младший из двух сыновей скульптора, академика и позднее ректора скульптурного отделения Императорской Академии художеств Феодосия Фёдоровича Щедрина. В 1809 году он поступил в число воспитанников Императорской Академии художеств; во время прохождения в ней курса был награждён за успехи и выполненные работы тремя серебряными медалями и в 1818 году выпущен из неё со званием художника ХІV класса и малой золотой медалью, присужденной ему за составление по заданной программе «Проекта ярмарки с принадлежащими к ней постройками».
Вскоре после окончания учёбы Щедрин поступил на службу при альма-матер помощником архитектора и смотрителем её зданий, а через несколько лет занял в ней должность преподавателя теории строительного искусства и эту должность исполнял до самой смерти.
В 1833 году «за усердие, выказанное в занятиях с учениками, и за основательное знакомство с преподаваемым предметом» Аполлон Щедрин был награждён титулом профессора, а в 1837 году удостоен звания академика ИАХ.
Кроме преподавательской деятельности, А. Ф. Щедрин занимался также архитектурными работами, построил ряд частных домов в Санкт-Петербурге и в последние годы своей жизни состоял архитектором при ведомствах Министерства народного просвещения, Святейшего Синода и военно-учебных заведений.
Из произведенных им работ особенного внимания заслуживают приспособление здания, занимавшегося раньше 12-ю коллегиями, на Университетской набережной столицы, для размещения в нём университета (1833—1838) и реконструкция дома Пушилина под Ректорский флигель (1840—1842); строительство нового здания Санкт-Петербургской духовной семинарии, строительство 4-го этажа Женского патриотического института и проекты зданий в Филипповской пустыни Соловецкого монастыря.
Главнейшей научной заслугой Щедрина остается его многолетний труд по «Практической архитектуре», полноте и обоснованности которого в сильной степени помогли его многолетняя преподавательская деятельность и произведенные им многочисленные постройки в Петербурге.
Скончался 19 (31) декабря 1847 года в Петербурге; похоронен на Смоленском православном кладбище, близ северной стены Смоленской церкви.
Заслуги Щедрина были отмечены орденом Святой Анны III степени и бриллиантовым перстнем.
Его сын Александр пошёл по стопам отца и тоже стал академиком архитектуры.

## Публикации текстов
- Щедрин А. Ф. Письма в Италию брату Сильвестру 1825–1830 гг. / Аполлон Щедрин; сост., авт. ред. текстов, вступ. ст. и коммент. М. Ю. Евсевьев. — СПб. : Бельведер, 1999. — 76 с. — ISBN 5-9259-0003-0.